# Адунаїк
Адунаїк (англ. Adûnaic, дос. «західна мова») — у легендаріумі Толкіна мова мешканців острова Нуменор, предок мови Вестрон, котрою у Третю епоху говорили більшість народів Середзем'я.

## Історія
Мова адунаїк походить від мови таліска, якою говорили три народи аданів, що у середині Першої Епохи перетнули Еред-Луїн (Сині гори) і оселились у Белеріанді.
Люди пробудились з першим сходом Сонця на небі у далекій країні Гілдоріен, розташованій на сході Середзем'я. Невідомо, чи мали вони тоді власну самодостатню мову і чи збереглись від неї у пізніші часи які-небудь слова. Проте відомо, що на мову атанатарів (так називали елдари предків аданів) вплинули мови аварін (нею говорили темні ельфи аварі, котрі лишились на сході Середзем'я) та кхуздул (мова гномів). З аварами та гномами атанатари зустрічались у процесі їх походу на захід.
Великий вплив на мову таліска мали також дві ельфійські мови квенья (що на той час уже була мертвою мовою, як латина) та синдарин. Вожді народів та їх піддані добре вивчили синдарин під час свого навчання в ельфів. Згодом народ Беора повністю перейшов на сіроельфійську мову, а народ Гадора (у родині вождів якого навіть вдома говорили на синдарині) все ж не забув своєї мови.
Після Війни Гніву аданам було подаровано піднятий з дна моря острів Еленна-Норе (з квенья Підзоряна земля), що став відомий як Нуменор (з квенья Західна земля). Під впливом ельфійських мов таліска трансформувалась у адунаїк, що став найрозповсюдженішою і офіційною мовою Нуменору. Проте квенья та синдарин не були забуті й широко використовувались у культурі та діловодстві королівства. Мовою квенья записувались імена королів Нуменору. Так тривало до часів короля, що прийняв ім'я на адунаїку — Ар-Адунахор (Володар Заходу) — і заборонив вивчення ельфійських мов (щоправда потайки ними все одно навчали в середовищі еленділів або вірних нуменорців). Серед нуменорців, що переселились до узбереж Середзем'я і оселились посеред менших народів, основною мовою стала змішана говірка, що увібрала чимало слів з місцевих мов. Згодом з неї виникла мова Вестрон (подібно до того, як із суміші латини та наріч підкорених римлянами племен постали романські мови).
Після загибелі Нуменору вірні нуменорці, що дістались Середзем'я і заснували королівства Арнор і Гондор, перейшли на мову Вестрон. Спілкування мовою адунаїк, що нагадувала про падіння Нуменору, вони припинили. Невідомо, чи зберігся адунаїк як мова моредайн або чорних нуменорців, що на момент затоплення острова жили в Умбарі та Ближньому Гараді.